# Wiera Anisimowa
Wiera Wasiljewna Anisimowa, ros. Вера Васильевна Анисимова, z domu Michiejewa, ros. Михеева (ur. 25 maja 1952 w Moskwie) – rosyjska lekkoatletka reprezentująca ZSRR, sprinterka, dwukrotna medalistka olimpijska.
Startowała na mistrzostwach Europy juniorów w 1970 w Paryżu, gdzie zajęła 4. miejsce w sztafecie 4 × 100 metrów.
Zajęła 6. miejsce w biegu na 60 metrów na halowych mistrzostwach Europy w 1976 w Monachium.
Zdobyła brązowy medal w sztafecie 4 × 100 metrów na igrzyskach olimpijskich w 1976 w Montrealu (sztafeta biegła w składzie: Tetiana Proroczenko, Ludmiła Masłakowa, Nadieżda Biesfamilna i Anisimowa). Indywidualnie odpadła w półfinale biegu na 100 metrów. Odpadła w eliminacjach biegu na 60 metrów na halowych mistrzostwach Europy w 1977 w San Sebastián, a na halowych mistrzostwach Europy w 1978 w Mediolanie zajęła na tym dystansie 4. miejsce w finale.
Zdobyła złoty medal w 4 × 100 metrów na mistrzostwach Europy w 1978 w Pradze (w składzie: Anisimowa, Masłakowa, Ludmiła Kondratjewa i Ludmiła Storożkowa). Odpadła w półfinale biegu na 60 metrów na halowych mistrzostwach Europy w 1979 w Wiedniu, a na halowych mistrzostwach Europy w 1980 w Sindelfingen zajęła w finale tej konkurencji 5. miejsce.
Na igrzyskach olimpijskich w 1980 w Moskwie zdobyła srebrny medal w sztafecie 4 × 100 metrów (w składzie: Wiera Komisowa,  Masłakowa, Anisimowa i Natalja Boczina), a w biegu na 100 metrów odpadła w półfinale.
Ośmiokrotnie ustanawiała rekordy ZSRR w sztafecie 4 × 100 metrów (do 42,10 s 1 sierpnia 1980 w Moskwie).
Rekordy życiowe Anisimowej:
| Konkurencja        | Data i miejsce | Wynik   |
| ------------------ | -------------- | ------- |
| bieg na 100 metrów | 1980           | 11,24 s |